# 盘锦酒
盘锦酒是遼寧盘锦出产的一种白酒，源于1679年山西人段顺天和河北人石永山在当地双台子河北岸合办的一个兼卖白酒的杂货铺，两年后的1681年，二人将杂货铺改为酒坊，取名“永顺泉烧锅”，专营自产的烧酒，民间称之为永顺泉烧锅酒 (简称永顺泉白酒或永顺泉酒)。辛亥革命后，两家后代分手，石姓后人移居 盘山县双台子河南岸，世代务农；段姓后代一直留在当地经营酒坊。第二次国共内战结束后当局以永顺泉烧锅为基础成立国营酒厂，后数次易名。现产品以盘锦佳酿系列浓香型白酒为主，清香型白酒盘锦白酒为辅，虽被当地消费者称为“塞外茅台”，但并非酱香型白酒，因而和茅台相差甚巨。